# One Chase Manhattan Plaza
L'One Chase Manhattan Plaza és un gratacel situat al districte financer, al sud de Manhattan a New York. Concebut per Gordon Bunshaft de l'agència Skidmore, Owings and Merrill, ha estat construït el 1961 i mesura 248 metres per seixanta pisos.
El 2004, era el 9è gratacel més alt de New York, el 36è dels Estats Units, el 94è del món.